# スレイマニヤ県
スレイマニヤ県（スレイマニヤけん、アラビア語: محافظة السليمانية Muḥāfaẓat as-Slaymānīyah　クルド語:Silêmanî、スレーマニー）はイラクの県。県都は同名のスレイマニヤ。

## 地理
北東にイランとの国境を持つ。
隣接する県は、東にハラブジャ県、南にディヤーラー県、南西にサラーフッディーン県、西にキルクーク県、西北にアルビール県の5つ。

## 歴史
1970年より3県でクルディスタン地域を構成する。2014年にハラブジャ県を分離。